# Джек Єрман
Джек Ллойд Єрман (англ. Jack Lloyd Yerman; нар. 5 лютого 1939) — американський легкоатлет, який спеціалізувався в бігу на короткі дистанції.

## Із життєпису
Олімпійський чемпіон в естафеті 4×400 метрів (1960).
На Олімпіаді-1960 також брав участь у бігу на 400 метрів, проте зупинився на півфінальній стадії.
Срібний призер Панамериканських ігор в естафеті 4×400 метрів (1959).
Переможець Олімпійських відбіркових змагань США у бігу на 400 метрів (1960).
Чемпіон США у приміщенні з бігу на 660 ярдів (1963, 1965).
Ексрекордсмен світу в естафетах 4×400 метрів, а також 4×440 та 4×880 ярдів.
По завершенні спортивної кар'єри працював вчителем.

## Основні міжнародні виступи
| Рік  | Змагання             | Місто   | Місце | Дисципліна |
| ---- | -------------------- | ------- | ----- | ---------- |
| 1959 | Панамериканські ігри | Чикаго  | 6     | 400 м      |
| 1959 | 2                    | 4×400 м |       |            |
| 1960 | Олімпійські ігри     | Рим     | 2пф6  | 400 м      |
| 1960 | 1                    | 4×400 м |       |            |